# Apostoł VI

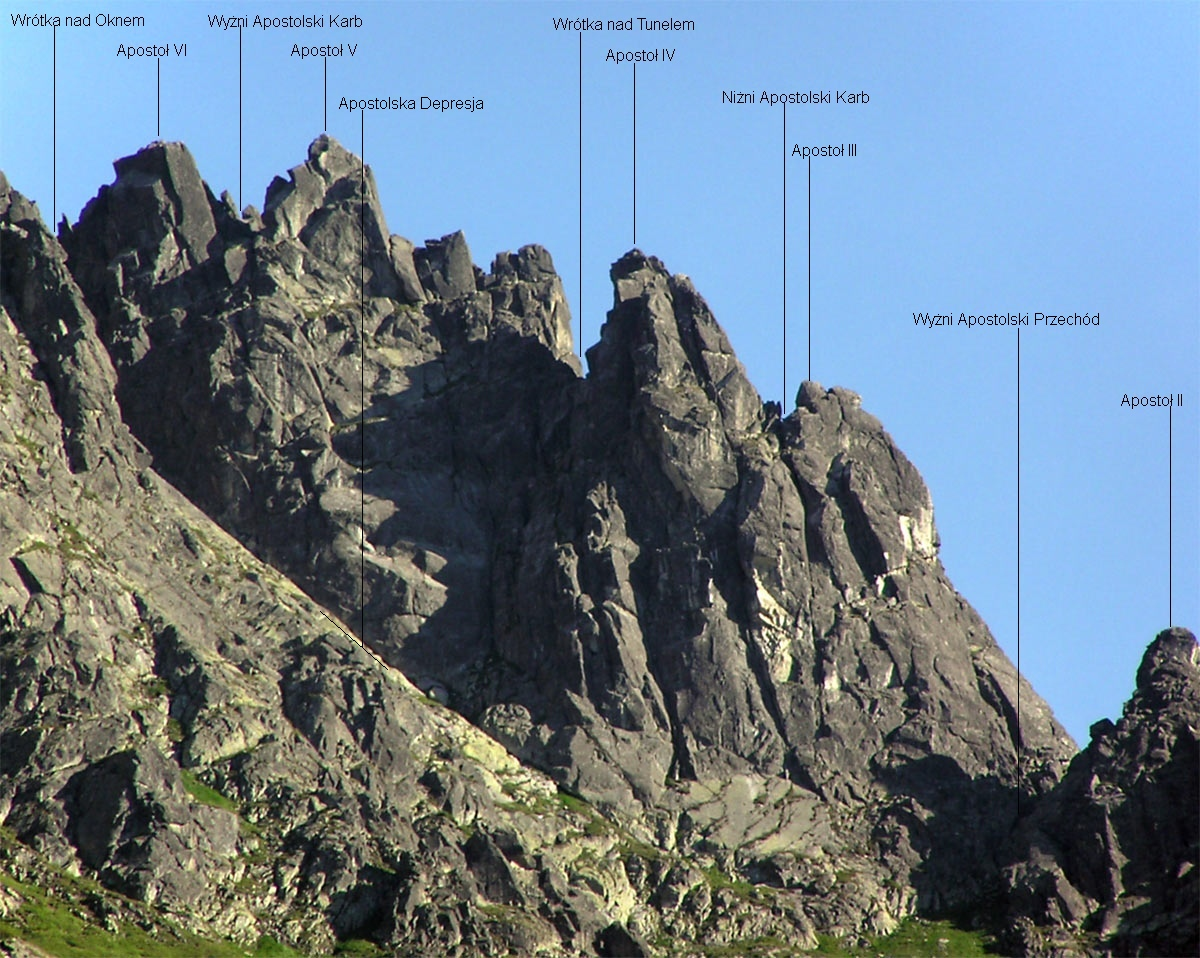
Grań Apostołów

Apostoł VI (niem. Apostel VI, słow. Apoštol VI, węg. Hatodik-Apostol, ok. 2010 m) – turnia w Grani Apostołów w polskiej części Tatr Wysokich. Jest jedną z siedmiu turni tej grani, drugą w kolejności od wschodu na zachód. Od zwornikowego Apostoła VII oddzielony jest Wrótkami nad Oknem (ok. 1995 m), od położonego niżej Apostoła V dwoma zębami skalnymi i Wyżnim Apostolskim Karbem (ok. 1995 m).
Apostoł V zbudowany jest z litej skały i ma bardzo regularne kształty. Na poprzecznym przekroju jest sześciobokiem foremnym. Na jego poziomym plateau szczytowym znajduje się kilka dużych bloków skalnych. Jego lewa (patrząc od dołu) ściana opada do Apostolskiej Depresji, prawa do Marusarzowego Żlebu.
Pierwsze wejście na Apostoła VI: Izabela Zaruska, Zbigniew Dadlez, Kazimierz Drewnowski, Aleksander Litwinowicz i Mariusz Zaruski we wrześniu 1910 r. M. Tertelis który wraz z partnerami później przeszedł tą samą drogą ocenił trudności w zejściu z wierzchołka Apostoła VI na Wyżni Apostolski Karb na V+ w skali tatrzańskiej. Obecnie jednak rejon ten znajduje się w zamkniętym dla turystów i taterników obszarze ochrony ścisłej Tatrzańskiego Parku Narodowego i TANAP-u. Na zachodnich (polskich) zboczach Żabiej Grani taternictwo można uprawiać na południe od Białczańskiej Przełęczy.